# میرزا احمدخان شیبانی
میرزا احمدخان شیبانی از سیاستمداران ایرانی بود، که در دوره دوم به عنوان نماینده کاشان در مجلس شورای ملی حضور داشت.